# 모로만

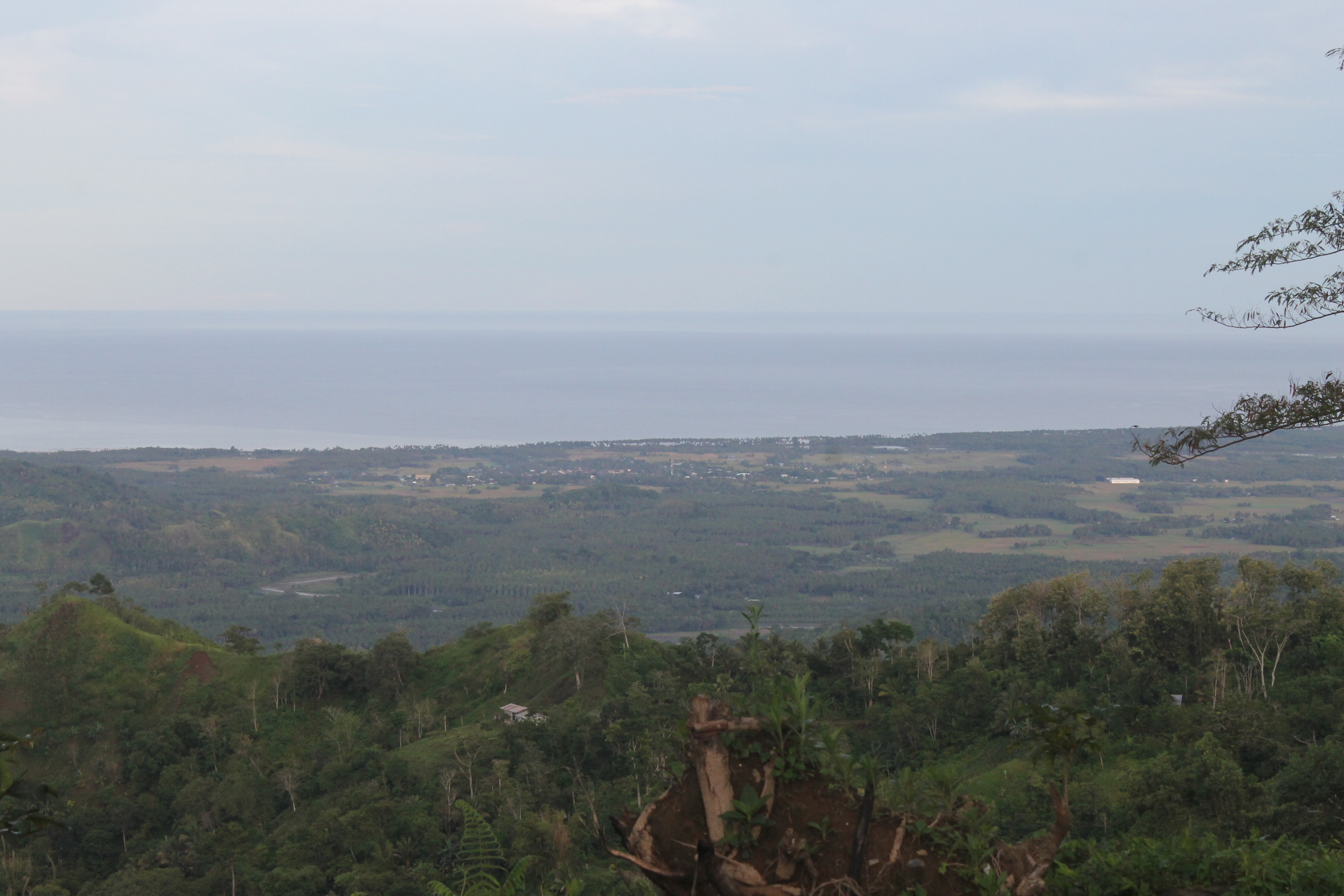
모로만

모로만(Moro Gulf)은 필리핀 남부의 민다나오섬 서부에 있는 만이다. 셀레베스해의 일부이며 이 만은 미국의 참치 어장 중 하나이기도 하다.

## 지리
모로만은 동쪽으로 민다나오의 주요 부분과 서쪽으로 민다나오의 삼보앙가 반도 사이에 뻗어 있으며 둘러싸여 있다. 이 반도의 물은 주로 걸프만을 향해 빠져나간다.
국제항인 삼보앙가시는 동쪽으로는 만과 셀레베스해로 둘러싸여 있다. 동해안의 코타바토시는 또 다른 주요 항구이다.

## 같이 보기
- 술라웨시해